# باباكمال (مقاطعة فيروزآباد)
باباكمال (بالفارسية: باباکمال) هي قرية تقع في قسم أحمد آباد الريفي في إيران. يقدر عدد سكانها بـ 223 نسمة بحسب إحصاء 2016.